# Marc de Rougemont
Pour les articles homonymes, voir Rougemont.
Marc de Rougemont (dit Le Rouge), né le 24 mai 1972 à Aubagne (Bouches-du-Rhône), est un joueur de rugby à XV français. Il a joué en équipe de France et évolue au poste de talonneur ou de pilier au RC Toulon et au CA Bègles-Bordeaux notamment. Il termine sa carrière au sein de l'effectif de l'US seynoise (1,75 m pour 98 kg).

## Carrière

### En club
- 1991-1998 : RC Toulon
- 1998-2000 : CA Bègles-Bordeaux
- 2000-2001 : RC Toulon
- 2001-2005 : Pays d'Aix RC
- Dec. 2005-2006 : Marseille Provence XV en fédérale 2
- 2006-2008 : US seynoise

Après avoir joué en Top 14 avec le RC Toulon et le CA Bègles-Bordeaux, il s'engage en Pro D2 à Toulon puis à Aix-en-Provence, dont l'entraîneur des avants est son ancien coéquipier à Bègles et Toulon, Léon Loppy. Après quelques mois d'arrêt en fin d'année 2005, il rejoue six mois avec Marseille Provence XV, club de Fédérale 2. Le virus l'ayant rattrapé, il signe à l'US seynoise pour deux saisons pour y occuper un poste de pilier. Il se blesse grièvement en 2008 et arrête sa carrière.

### En équipe nationale
Il a honoré sa première cape internationale en équipe de France le 4 février 1995 contre l'équipe d'Angleterre, et sa dernière le 22 mars 1997 contre l'équipe d'Italie.

### Avec les Barbarians
Le 6 septembre 1994, il joue avec les Barbarians français contre les Barbarians au Stade Charlety à Paris. Les Baa-Baas s'imposent 35 à 18. Le 1er novembre 1995, il est de nouveau invité avec les Barbarians français pour jouer contre la Nouvelle-Zélande à Toulon. Les Baa-Baas s'inclinent 19 à 34.

#### Tournoi des Cinq Nations
| Édition           | Rang | Résultats France | Résultats Rougemont | Matchs Rougemont |
| ----------------- | ---- | ---------------- | ------------------- | ---------------- |
| Cinq Nations 1995 | 3    | 2 v, 0 n, 2 d    | 0 v, 0 n, 1 d       | 1/4              |
| Cinq Nations 1996 | 3    | 2 v, 0 n, 2 d    | 1 v, 0 n, 0 d       | 1/4              |
| Cinq Nations 1997 | 1    | 4 v, 0 n, 0 d    | 2 v, 0 n, 0 d       | 2/4              |

Légende : v = victoire ; n = match nul ; d = défaite ; la ligne est en gras quand il y a Grand Chelem.

#### Coupe du monde
| Édition             | Rang      | Résultats France | Résultats Rougemont | Matchs Rougemont |
| ------------------- | --------- | ---------------- | ------------------- | ---------------- |
| Afrique du Sud 1995 | Troisième | 5 v, 0 n, 1 d    | 1 v, 0 n, 0 d       | 1/6              |

Légende : v = victoire ; n = match nul ; d = défaite.

## Palmarès

### En club
- Championnat de France de première division :
  - Champion (1) : 1992
  - Demi-finaliste (2) : 1993 et 1995
- Championnat de France de Pro D2 :
  - Vice-champion (1) : 2001

### En équipe nationale
- Treize sélections en équipe de France entre 1995 et 1997
- Sélections par année : 5 en 1995, 5 en 1996, 3 en 1997
- Tournois des Cinq Nations disputés : 1995, 1996, 1997
- Grand chelem : 1997

### Barbarians
1994 & 1995 : deux sélections

## Autres
Depuis 2009 : Directeur sportif de l'école de rugby de La Seyne.